# Мамуніди
Мамуніди (995—1017 роки) — династія і держава в Хорезмі, яка прийшла на зміну державі Афригідів, об'єднавши весь Хорезм. За їх панування відбулося економічне та політичне відродження. В боротьбі з Газневідами хорезмшахи цієї династії зазнали поразки, в результаті чого Хорезм було приєднано до Держави Газневідів.

## Історія
Мамуніди мали перське походження. Їх предки, що прийшли з центральної Персії були намісниками аббасидських халіфів низки міст у Мавераннахрі та Хорезмі. Панівну династію заснував емір Гурганджа Абу Алі Мамуном, який в 995 році здобув місто Кят і, поваливши династію Афригідів, прийняв титул хорезмшаха. Столицю з Кята було перенесено до Гурганджу, оскільки афригіди деякий час залишалися впливовими на Правобережжі Амудар'ї.
Його син Абу-ль-Хасан Алі, користуючись занепадом держави Саманідів і протистоянням Караханідів і Газневидів, домігся незалежності держави і одружився з сестрою султана Махмуда Газневі. Його спадкоємець Абу-ль-Аббас Мамун розгорнув велике будівництво, запросив до Хорезму провідних вчених, поетів, художників і мислителів. В цей час держава й династія переживає найбільше піднесення.
Втім зростання могутності Газневідів, нездатність їм протидіяти, розбрат всередині знаті призвели до політичної кризи, якою скористався Махмуд Газневі, що 1017 року захопив Хорезм, поваливши династію.

## Економіка
Основу становили землеробство, торгівля та ремесла. Карбувалися власні монети (срібні дірхеми) вагою від 3,5 до 6 г. Плодючі землі, розвиток іригації сприяли збільшенню кількості врожаїв. Значна частина продукції сільського господарства доправлялася до сусідніх країн.
Також міста Хорезма, яких нараховувалося до 40, славилися своїми майстрами. В столиці держави було 170 великих і малих торгових центрів, близько 500 мечетей, 700 медресе і 1000 лазень.
За часів Мамунідів Хорезм знову став відігравати провідну роль у зовнішній торгівлі Центральної Азії. Купці підтримували торговельні зв'язки з Хазарським каганатом, Волзькою Булгарією, Київською Руссю, Китаєм, Хорасаном, Гурганом. Інтенсивна торгівля велася також з кочівниками Приаралья, Семиріччя і Дешт-і Кипчак. Розвиток торгівлі сприяло зростанню міст і ремісничого виробництва.

## Володарі
- Мамун I (995—997)
- Абул-Хасан Алі (997—1009)
- Мамун II (1009—1017)
- Абул-Харит Мухаммед (1017)